# Christoph Gottfried Giebel
Christoph Gottfried Andreas Giebel (født 13. september 1820 i Quedlinburg, død 14. november 1881 i Halle) var en tysk zoolog og palæontolog. 
Han studerede i Halle, hvor han 1848 blev docent og 1861 professor i zoologi og direktør for universitetets zoologiske museum. Han skrev blandt andet, foruden en mængde populære arbejder, Fauna der Vorwelt (3 bind, 1847—56), Odontographie (1854), Die Säugethiere (1855), en bearbejdelse af pattedyrene i Bronns Die Klassen und Ordnungen des Thierreichs, Petrefacta Germaniæ (1866) og Thesaurus ornithologiæ (3 bind, 1872—77).